# Mains of Mayen

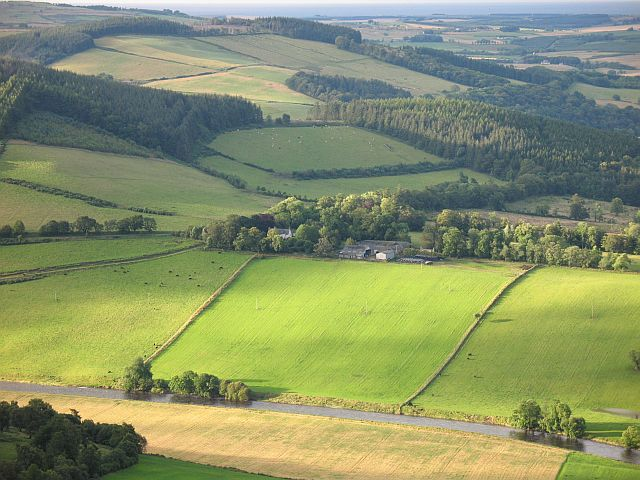
Blick auf Mains of Mayen; das Gebäude steht links der Bildmitte im Wald

Mains of Mayen ist ein ehemaliges Herrenhaus und späterer Gutshof nahe der schottischen Ortschaft Milltown of Rothiemay in der Council Area Moray. 1972 wurde das Bauwerk in die schottischen Denkmallisten zunächst in der Kategorie B aufgenommen. Die Hochstufung in die höchste Denkmalkategorie A erfolgte 1989.

## Geschichte
Es war der schottische König David II., der das Baronat Rothiemay im Laufe des 14. Jahrhunderts David Abernethy als Lehen gab. Die Länderei Mayen war Teil dieses Baronats. 1445 wurde Lawrence Abernethy zum ersten Lord Saltoun erhoben. Alexander Abernethy und seine Frau Jean Hacket (oder Halkett) ließen Mains of Mayen im Jahre 1680 errichten.
Alexander Duff erwarb das Anwesen um 1785. 1788 ließ er das nahegelegene Herrenhaus Mayen House errichten und stufte das vorliegende Herrenhaus zum Gutshof Mains of Mayen herab. Im mittleren bis späteren 19. Jahrhundert wurde ein Westflügel hinzugefügt.

## Beschreibung
Mains of Mayen steht isoliert rund drei Kilometer östlich von Milltown of Rothiemay abseits der B9117 nahe dem linken Ufer des Deveron. Das zweigeschossige Gebäude weist mit dem Anbau aus dem 19. Jahrhundert einen L-förmigen Grundriss auf. Integriert in die Struktur ist ein um 1600 entstandenes Vorgängerbauwerk. Die Fassaden Mains of Mayens sind mit Harl verputzt, wobei granitene Einfassungen abgesetzt sind. Im Gebäudeinnenwinkel tritt ein gerundeter Treppenturm heraus. Ein weiterer Treppenturm tritt am Anbau aus der Fassade heraus. Er ist mit zwei kleinen Fenstern und kleinen Lukarnen ausgeführt und schließt mit einem schiefergedeckten Kegeldach. Entlang der Fassaden sind Sprossenfenster unterschiedlicher Größe eingesetzt. Des Weiteren setzen sich Lukarne über die Traufe fort. Das schiefergedeckte Satteldach ist mit Staffelgiebeln ausgeführt.